# تیری گواردیولا
 تیری گواردیولا (انگلیسی: Thierry Guardiola؛ زاده ۷ اوت ۱۹۷۱) یک تنیس‌باز اهل فرانسه است.

## حرفه
گواردیولا، در ۱۵ سالگی استخوان رانش شکست و گفته شد که او هرگز نمیتواند دیگر تنیس بازی کند با این حال او در سال ۱۹۸۹ در مسابقات قهرمانی ملی فرانسه زیر ۱۸ ساله پیروز شد.